# Cát Hanh
Cát Hanh là một xã thuộc huyện Phù Cát, tỉnh Bình Định, Việt Nam.
Xã Cát Hanh có diện tích 44,36 km², dân số năm 1999 là 14.922 người, mật độ dân số đạt 336 người/km².

## Hành chính
Xã Cát Hanh được chia thành 11 thôn: Chánh An, Hòa Hội, Khánh Lộc, Khánh Phước, Mỹ Hóa, Tân Hóa Bắc, Tân Hóa Nam, Tân Xuân, Vinh Kiên, Vĩnh Long, Vĩnh Trường.

## Kinh tế

### Địa danh nổi tiếng trong vùng
Ngã ba chợ Gồm là nơi giao thương tấp nập của thương lái của tỉnh Bình Định và các tỉnh bạn như Quảng Nam, Quảng Ngãi, Gia Lai, Kon Tum, Phú Yên, Khánh Hòa. Chợ Gồm là một phiên chợ quê được nhóm họp vào các ngày: 04, 09, 14, 19, 24, 29 hàng tháng theo âm lịch. Phiên chợ Gồm lớn nhất tỉnh Bình Định. Tất cả đặc sản ngon và nổi tiếng nhất vùng Phù Cát chỉ được bán vào ngày của phiên chợ Gồm.

### Đặc sản
Bánh tráng gạo, bánh tráng bột lọc, bánh ít lá gai, bột nhứt, bánh hỏi thịt heo, bánh ướt
Mắm cua chua ở đây đặc biệt ngon được làm từ cua đồng 100%. Mùi vị rất đặc trưng không lẫn vào đâu được, có nhiều vào những tháng mưa.
Mắm ruột cá được làm từ ruột cá tươi đánh bắt từ biển Đề Gi.

### Cơ cấu ngành
90% người dân nơi đây làm nông nghiệp, chủ yếu là trồng lúa và mì (sắn). 10% buôn bán, thương mại nhỏ.
Ngoài ra người dân nơi đây có nghề chạy xe tải Bắc Nam. Số lượng xe tải lớn nhất miền Trung tập trung tại Chợ Gồm.
Là một xã được vinh danh: Xã anh hùng trong thời kỳ chống Mỹ.